# Tjustkulle IP
Tjustkulle IP är en konstfrusen bandybana i Vetlanda i Sverige. Tjustkulle invigdes den 21 november 1976 med träningsmatchen Vetlanda BK-Katrineholms SK (3–5) och är hemmaplan för Vetlanda BK, Skirö AIK och Nävelsjö SK. På stadion spelades också flera bandylandskamper med Sverige.
Den har stora mått, 110 x 65 meter. Belysningen kommer från hängande armaturer ovanför isen.
Publikrekordet på Tjustkulle, 4 475 betalande åskådare, noterades under mellan Vetlanda BK och IFK Motala den 8 mars 1985, under första semifinalen i svenska mästerskapet 1985.
Inför säsongen 2005/2006 rensades kylslingorna efter den föregående säsongens problem.
Inför säsongen 2012–2013 flyttade Vetlanda BK in i Sapa Arena.